# Dacriocistitis
La dacriocistitis es la inflamación del saco lagrimal. Refluye el contenido lagrimal por una obstrucción de las vías lagrimales. Cada vez es menos frecuente. Hay tres presentaciones:
- Dacriocistitis aguda: Cursa con inflamación y mucho dolor. Hay que tratarlas rápidamente por su proximidad con la vena angular. Se suelen producir en personas con una base higiénica deficiente, ojo que llora...
- Dacrioscistitis crónica: lagrimeo continuo y ojos rojos.
- Dacriocistitis del recién nacido: producida por alguna infección ya sea por la madre o adquirida al momento del parto.

## Causas
Existen múltiples causas que pueden provocar dacriocistitis. La mayoría de ellas corresponde a la obstrucción el conducto nasolacrimal, lo que provoca estasia que predispone a la infección por sobrecrecimiento bacteriano. Dentro de los agentes más frecuentes se encuentran Staphylococcus aureus, Streptococcus pneumoniae, BGN y Pseudomonas aeruginosa. En ocasiones, particularmente en mujeres, se puede desarrollar la formación de microcálculos a nivel de la glándula lo que provoca dacriocistitis a repetición. En los recién nacidos, la presencia de dacriocistitis ocurre principalmente debido a la obstrucción congénita de la vía lagrimal, principalmente a nivel postsacular en las válvulas de Hasner.

## Cuadro clínico
El cuadro clínico se caracteriza por la presencia de epífora, generalmente unilateral, además de dolor y aumento de volumen a nivel medial del ojo en la cara lateral de la nariz.

## Tratamiento
El tratamiento se basa principalmente en el masaje y calor local a nivel de la lesión, además de antibióticos sistémicos con cobertura para Stafiloccoco por al menos 14 días. En pacientes en donde se pesquisa la presencia de obstrucción post sacular, se puede realizar un sondaje o en casos más severos, una dacriocistorrinostomía, la cual queda en manos de oftalmólogos u otorrinolaringólogos.

## Complicaciones
- Dermatitis
- Conjuntivitis
- Celulitis periorbitaria